# Stazione di Kanda (Tokyo)
La stazione di Kanda (神田駅?, Kanda-eki) è una stazione ferroviaria di Tokyo, si trova a Chiyoda. È servita sia dalle linee ferroviarie JR di superficie che dalla metropolitana di Tokyo.

## Storia
La stazione aprì il 1º marzo 1919 quando la linea principale Chūō venne estesa dalla stazione di Manseibashi situata fra Kanda e Ochanomizu a quella di Tokyo.
I binari della linea principale Tōhoku, ora in uso dalle linee Keihin-Tōhoku e Yamanote, furono estesi dalla stazione di Akihabara a Kanda e quindi a Tokyo il 1º novembre 1925. Questa estensione permise il completamento dell'anello della linea Yamanote.
L'apertura della stazione della metropolitana toccò il 21 novembre 1931. In questa data la metropolitana chiuse la stazione temporanea di Manseibashi e fece di Kanda il nuovo capolinea. Con l'estensione del 1932 fino a Mitsukoshimae, Kanda divenne una stazione intermedia.
Per far arrivare il Tōhoku Shinkansen da Ueno fino a Tokyo, fu necessario utilizzare lo spazio occupato da due dei binari della linea Tōhoku. Ciò tuttavia comportò dei problemi di capacità della linea, e sono in corso i lavori per la linea Tōhoku Jūkan, un viadotto che permetterà di portare entro il 2013 i binari nuovamente fino a Tokyo.

## Linee

### Treni
East Japan Railway Company
■ Linea Chūō
■ Linea Chūō-Sōbu
■ Linea Keihin-Tōhoku
■ Linea Yamanote

### Metropolitana
Tokyo Metro
 Tokyo Metro Linea Ginza

## Struttura
Kanda consiste in due stazioni separate che formano un interscambio. La stazione sopraelevata è operata dalla JR East, mentre quella sotterranea dalla Tokyo Metro. Sebbene sia presente l'interscambio, essendo la gestione delle due sezioni differenti, i passeggeri devono uscire e quindi rientrare dai varchi di accesso.

### Binari JR East sopraelevati
| 1 | ■ Linea Keihin-Tōhoku |  | per Shinagawa, Yokohama e Ōfuna                            |
| 2 | ■ Linea Yamanote      |  | per Tokyo, Shinagawa, e Shibuya                            |
| 3 | ■ Linea Yamanote      |  | per Ueno, Sugamo, Ikebukuro e Shinjuku                     |
| 5 | ■ Linea Keihin-Tōhoku |  | per Ueno, Akabane e Ōmiya                                  |
| 5 | ■ Linea Chūō Rapida   |  | per Tokyo                                                  |
| 6 | ■ Linea Chūō Rapida   |  | per Shinjuku, Tachikawa, Hachiōji, e Ōme (via ■ linea Ōme) |

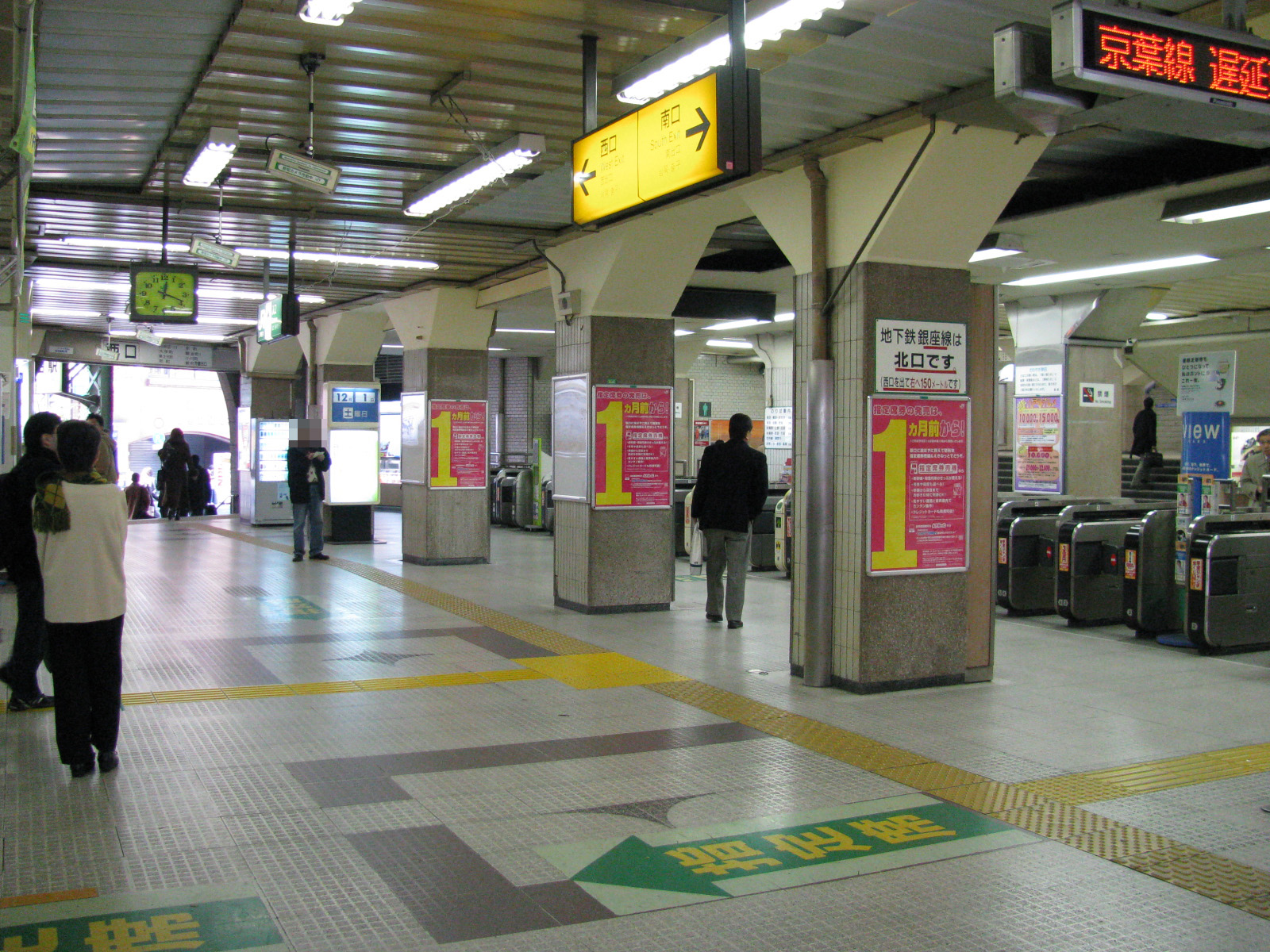
Vista dei tornelli di accesso delle uscite sud ed ovest
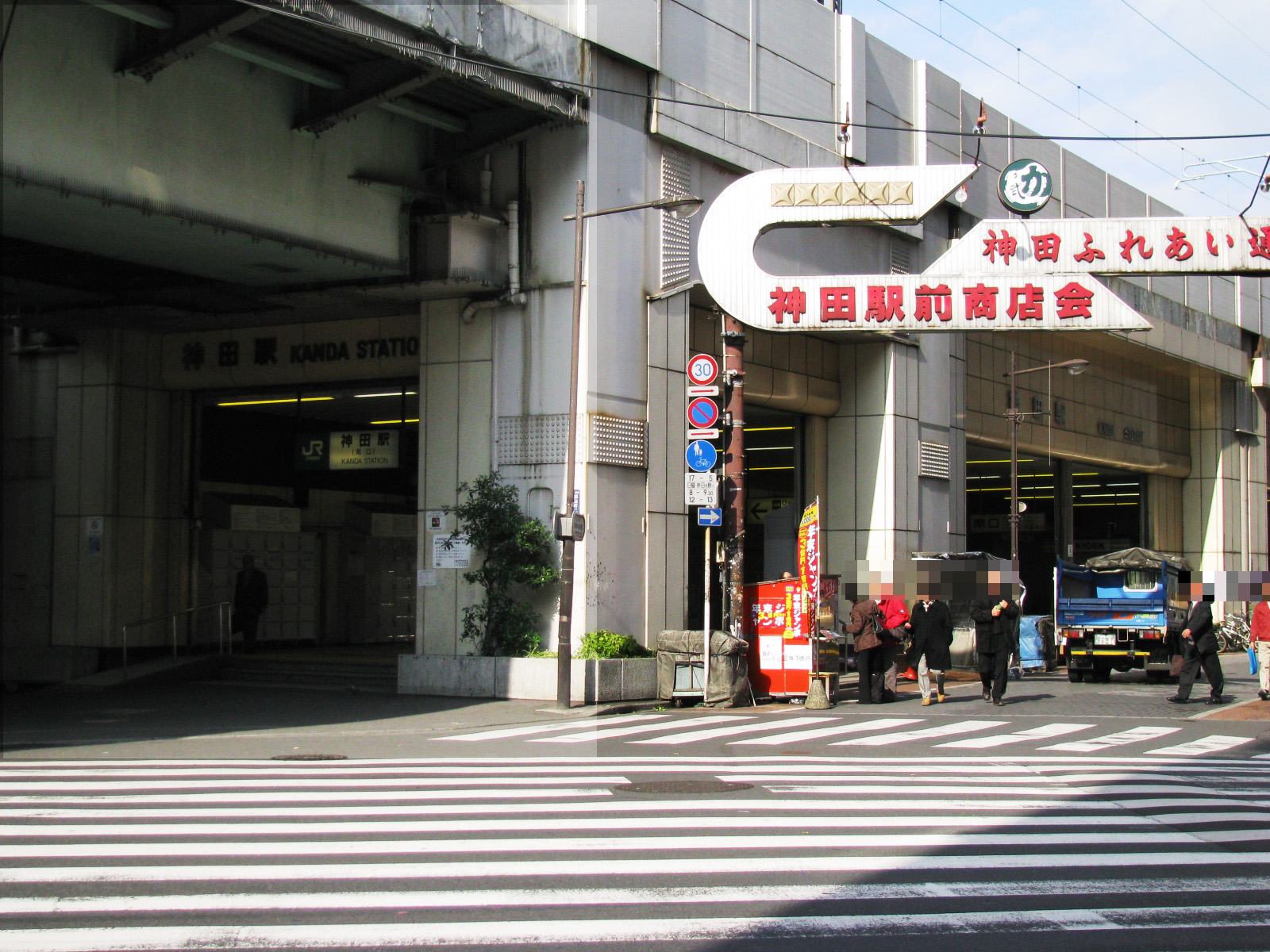
L'ingresso sud
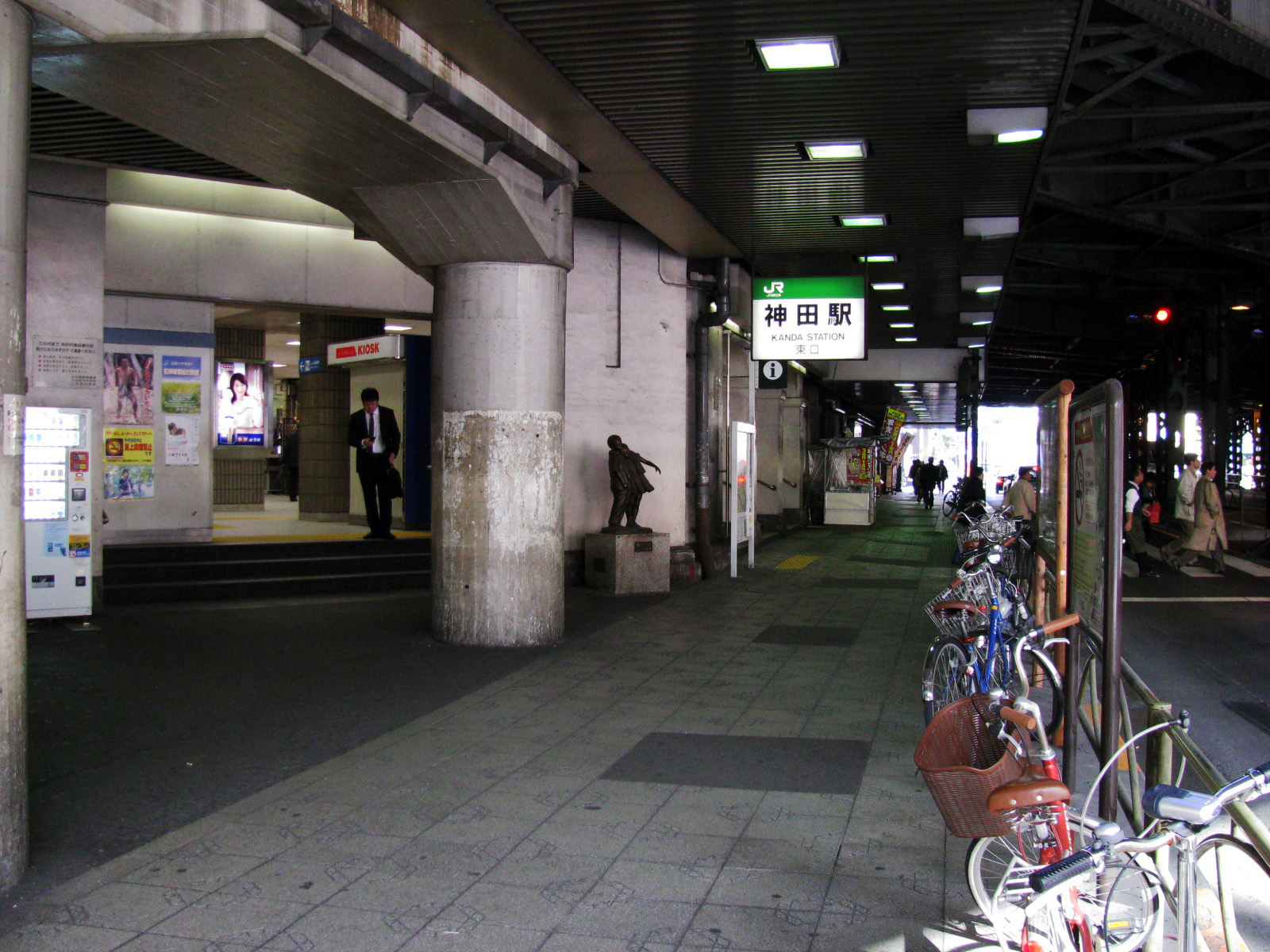
L'ingresso ovest

### Binari Tokyo Metro sotterranei
| 1 | Linea Ginza |  | per Ginza e Shibuya |
| 2 | Linea Ginza |  | per Ueno e Asakusa  |

## Stazioni adiacenti
| «                   | Servizio       | »              |
| Linea Yamanote      | Linea Yamanote | Linea Yamanote |
| ------------------- | -------------- | -------------- |
| Tokyo               | -              | Akihabara      |
| Linea Keihin-Tōhoku |                |                |
| Tokyo               | Locale         | Akihabara      |
| Il rapido non ferma |                |                |
| Linea Chūō Rapida   |                |                |
| Tokyo               | Tutti i treni  | Ochanomizu     |
| Linea Ginza         |                |                |
| Mitsukoshimae       | -              | Suehirochō     |